# Kalle Sundqvist
Kalle Sundqvist, född 29 november 1962 i Karlskrona, är en svensk kanotist. Han blev olympisk silvermedaljör i K-2 1000 meter med Gunnar Olsson som medpaddlare Barcelona 1992.
Kalle Sundqvist har även vunnit 10 st VM-medaljer, ett guld (K-4 1000 m: 1985), två silver (K-2 10000 m: 1993, K-4 1000 m: 1987), och sju brons (K-1 1000 m: 1985, 1989; K-2 500 m: 1987, K-2 1000 m: 1993, K-2 10000 m: 1983, K-4 500 m: 1985, K-4 10000 m: 1990).
Sundqvist innehar ett flertal SM-guld och även valören guld i nyzeeländska mästerskapen. 
Sundqvist är Stor grabb nummer 85 på Svenska Kanotförbundets lista över mottagare för utmärkelsen Stor kanotist. 1996 fick han som första kanotist ta emot Tidningarnas Telegrambyrås idrottsledarpris.